# Requeil
Requeil – miejscowość i gmina we Francji, w regionie Kraj Loary, w departamencie Sarthe.
Według danych na rok 1990 gminę zamieszkiwało 1 001 osób, a gęstość zaludnienia wynosiła 72 osoby/km² (wśród 1504 gmin Kraju Loary Requeil plasuje się na 579. miejscu pod względem liczby ludności, natomiast pod względem powierzchni na miejscu 826.).